# Mata Bejid
Mata Bejid es una pedanía de Cambil en Jaén, en Andalucía. Se encuentra en el Km 13 de la A-324.

## Toponimia
Aparece también como Mata Behid, Mata de Bejís o Mata Ojix. Aparece asimismo en referencias cartográficas hasta el siglo XIX como Monasterio de Oviedo.

## Naturaleza
Se encuentra en la zona de influencia del parque natural de Sierra Mágina, que se puede disfrutar recorriendo la senda de Mata Bejid a Torres por el Castillo de Mata Bejid. Los chopos del cortijo Mata Bejid están catalogados como arboleda singular por la Junta de Andalucía. Se conforma con dehesas, olivos, encinas y quejigos. El río Oviedo nace en el manantial de Mata Begid en un nacimiento escalonado sobre un estanque. En cuanto a la fauna destaca el águila real, cabra hispánica, jabalí, tejón, jineta y bubilla.

## Historia
El enclave de Mata Bejid estuvo bajo la jurisdicción de la ciudad de Jaén desde la conquista de Cambil en 1485 por los Reyes Católicos. Se trataba de una finca muy rentable empleada para la producción de carbón procedente de quejigos y encinas y como tierra de pastos.
A principios del siglo XIX existieron conflictos entre Jaén y Cambil por la sobreexplotación de los montes en detrimento de su capacidad productiva y calidad de las maderas obtenidas cuyo cupo debía autorizarse previamente. La construcción del singular Cortijo Mata Bejid data de 1842. La finca fue enajenada en 1862 pasando a ser propiedad de don Pedro Bosch y Labrús y pasó a la jurisdicción de Cambil. En 1914 fue propietario el torero Ricardo Torres «Bombita».
Desde finales del siglo XX la propiedad está fragmentada, se ha introducido el cultivo del olivo y se encuentra prácticamente despoblada.

## Patrimonio
Es notable el Castillo de Mata Bejid (BIC). 
El Cortijo o Casería de Mata Bejid es un conjunto histórico artístico del siglo XIX en estilo romántico. Lo conforman la Casa Vieja, la Casa Nueva de estilo regionalista, la sencilla ermita de Mata Bejid y el conjunto paisajístico de jardines, fuentes y estanques de alto valor. Destacan además los molinos harineros del río Oviedo, la hidroeléctrica de principios del siglo XX y la almazara. Desde que se fragmentó la propiedad las zonas comunes se encuentran algo descuidadas pero el conjunto permanece prácticamente inalterado y en buen estado de conservación.
En las inmediaciones se encuentran también las ruinas del Convento de Santa María de Oviedo de la Orden de San Basilio fundado en 1540 y desaparecido como convento en 1835.